# Travis Mays
Travis Cortez Mays (Ocala, Florida, 19 de junio de 1968) es un exjugador y entrenador de baloncesto estadounidense que jugó 3 temporadas en la NBA, además de hacerlo en la liga griega, la liga italiana, la liga israelí y en la liga turca. Con 1,88 metros de altura, lo hacía en la posición de base. En la actualidad es entrenador del equipo femenino de la Universidad Metodista del Sur.

## Trayectoria deportiva

### Universidad
Jugó cuatro temporadas con los Longhorns de la Universidad de Texas en Austin, en las que promedió 18,4 puntos y 4,1 rebotes por partido. Es el segundo máximo anotador histórico de la Southwest Conference con 2.279 puntos, y el primer jugador en ganar en dos años consecutivos el premio al Jugador del Año de la conferencia.

### Profesional
Fue elegido en la decimocuarta posición del Draft de la NBA de 1990 por Sacramento Kings, donde en su primera temporada como profesional se convirtió en uno de los puntales del equipo, promediando 14,3 puntos y 4,0 asistencias por partido, que le supusieron ser incluido en el segundo mejor quinteto de rookies de la NBA. A pesar de su rencimiento, antes de comenzar la temporada 1991-92 fue traspasado a Atlanta Hawks, junto con una futura segunda ronda del draft, a cambio del pequeño Spud Webb.
Pero no tuvo suerte en Atlanta, ya que tras haber jugado solo 2 partidos, se rompió los ligamentos de la rodilla derecha, perdiéndose la temporada completa. Al año siguiente regresó a las pistas, pero el puesto titular de base estaba ocupado por Mookie Blaylock, promediando al final 7,0 puntos y 1,5 asistencias por partido, renunciando el equipo a sus derechos al término de la misma. Tras probar en la pretemporada siguiente con Boston Celtics y Orlando Magic, se encontró sin equipo en la NBA, y jugó una temporada en los Rochester Renegade de la CBA. Tras ella, cuzó el charco para jugar en el Panionios Smirni de la liga griega, y los dos años siguientes en el Maccabi Ramat Gan de la Ligat Winner y en el Izmir Tuborg de la liga turca.
Terminó su carrera como jugador en la liga italiana, jugando una temporada con el Mabo Pistoia, dos en el Montepaschi Siena y la última en el Basket Napoli.

### Entrenador
Comenzó su carrera como entrenador en el equipo femenino de San Antonio Silver Stars, de la WNBA en 2003, ocupando al año siguiente el puesto de ojeador. En 2005 regresa a su universidad para ser asistente de las Longhorns, puesto que ocupó durante dos años antes de pasar a la Universidad de Louisiana, donde ejerce como asistente en la actualidad.

## Estadísticas de su carrera en la NBA

### Temporada regular
| Temporada | Edad | Equipo           | Liga | P   | TIT | MIN  | TC  | TCA  | %TC  | 3P  | 3PA | %3P  | TL  | TLA | %TL   | R.OF. | R.DEF. | REB | ASIS | ROB | TAP | PER | FP  | PTS  |
| 1990-91   | 22   | Sacramento Kings | NBA  | 64  | 55  | 33.5 | 4.6 | 11.3 | .406 | 1.1 | 3.1 | .365 | 4.0 | 5.2 | .770  | 0.8   | 1.9    | 2.8 | 4.0  | 1.3 | 0.2 | 2.5 | 2.6 | 14.3 |
| 1991-92   | 23   | Atlanta Hawks    | NBA  | 2   | 0   | 16.0 | 3.0 | 7.0  | .429 | 1.5 | 3.0 | .500 | 1.0 | 1.0 | 1.000 | 0.5   | 0.5    | 1.0 | 0.5  | 0.0 | 0.0 | 1.5 | 2.0 | 8.5  |
| 1992-93   | 24   | Atlanta Hawks    | NBA  | 49  | 9   | 16.1 | 2.6 | 6.3  | .417 | 0.6 | 1.7 | .345 | 1.1 | 1.7 | .659  | 0.4   | 0.7    | 1.1 | 1.5  | 0.4 | 0.1 | 1.0 | 1.2 | 7.0  |
| Total     |      |                  | NBA  | 115 | 64  | 25.8 | 3.7 | 9.1  | .410 | 0.9 | 2.5 | .362 | 2.7 | 3.6 | .749  | 0.7   | 1.4    | 2.0 | 2.8  | 0.9 | 0.1 | 1.9 | 2.0 | 11.1 |

### Playoffs
| Temporada | Edad | Equipo        | Liga | P | MIN | TCA | TC | 3PA | 3P | TLA | TL | R.OF. | REB | ASIS | ROB | TAP | PER | FP | PTS | %TC  | %3P  | %FT | MIN  | PTS | REB | AST |
| 1992-93   | 24   | Atlanta Hawks | NBA  | 1 | 20  | 2   | 4  | 0   | 1  | 0   | 0  | 0     | 1   | 0    | 0   | 0   | 1   | 3  | 4   | .500 | .000 |     | 20.0 | 4.0 | 1.0 | 0.0 |
| Total     |      |               | NBA  | 1 | 20  | 2   | 4  | 0   | 1  | 0   | 0  | 0     | 1   | 0    | 0   | 0   | 1   | 3  | 4   | .500 | .000 |     | 20.0 | 4.0 | 1.0 | 0.0 |